# LGBT 성교육
LGBT 성교육은 학교, 대학 또는 커뮤니티 센터 내의 성교육 프로그램으로 LGBT 그룹 사이에서 중요한 성 건강 주제를 다룬다. 학교 내에서 LGBT 성 건강에 관한 주제는 일반적으로 일반 성교육 과정에 통합된다.

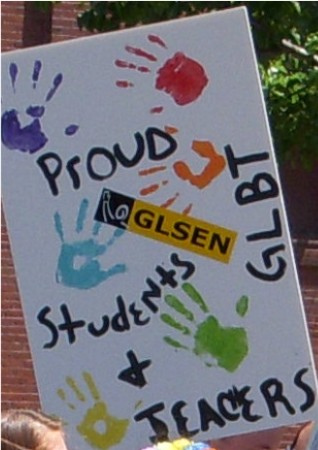
Poster carried in a gay pride march in Portland, Maine

LGBT 성교육이 성교육 커리큘럼에 포함되어야 하는 지에 대한 논쟁이 있다. LGBT 성교육 옹호자들은 성교육 프로그램에 LGBT 문제가 포함되면 동성애 혐오 성 괴롭힘이 줄고, LGBT 사람들의 건강을 개선하며, 우울증과 낮은 자존감과 같은 LGBT 학생들에게 일반적인 문제 사례를 줄일 것이라고 말한다. 반대자들은 LGBT 성교육 프로그램이 학생들에게 정치적 관점을 강요하고, 세금을 남용하고, 종교적 가치를 무시할 것이라고 주장한다. 2014년 기준 미국 중 고등 학교 학생들의 오직 5%만이 건강 수업에서 "LGBT 관련 주제에 대한 긍정적인 논의" 을 받았다고 보고했다.

## 배경
LGBT 성교육은 현재 많은 학교에서 다루지 않는다. 연구에 따르면 학생들은 종종 기존의 LGBT 성교육 프로그램이 효과적이라고 생각하지 않는다. 교사들은 동성애 주제에 대해 서로 다른 견해를 가지고 있으며 이러한 개인적인 의견은 LGBT 성교육이 시행될 때 영향을 미칠 수 있다.
연구
여러 연구들은 LGBT 성교육이 학교 성교육 과정에 포함되지 않는 경우가 많으며 대부분의 학생들은 LGBT 성 문제에 대한 효과적인 교육을 받지 못한다고 결론지었다. 영국의 Ellis and High(2004)에서 실시한 연구에서 384명의 학생이 설문 조사에 참여했다. 그들 중 24%가 LGBT 성 문제에 대한 교육을 받지 않았다는 것을 발견했다.  청소년 및 학교 보건 CDC 부서의 연구에 따르면 미국 학교의 48%가 LGBT 주제를 다루었다. 2001년 Burston과 Hart가 보고한 연구에 따르면 설문 조사에 참여한 학생의 45%가 학교에서 LGBT 성교육을 충분히 다루지 않는다고 생각했다. 연구는 또한 모든 학생이 성교육 수업에서 이성애자라는 암묵적인 가정이 있을 수 있음을 보여준다. Eleanor Formby의 2011년 성교육 연구에서 LGBT 학생들은 성교육 수업이나 학교에서 항상 환영 받는다고 느끼지 않는다고 말했다. 성교육 과정은 일반적으로 결혼을 이상화하여(많은 국가에서 동성 결혼을 금지한다는 사실을 인정하지 않음) 성과 관계에 대한 이성애적 관점을 정상으로 제시한다. 연구에 따르면 성교육 프로그램은 종종 LGBT 개인을 위한 안전한 성행위를 다루지 않는다고 주장했다. 그러나 LGBT 문제를 다루는 성교육 커리큘럼은 있다. 예를 들면, Unitarian Universalist 연합회는 성적 지향에 대한 토론을 포함하고 동성애와 이성애를 동등하게 유효하다 제시하는 Our Whole Lives라는 성교육 프로그램을 제공한다. Our Whole Lives는 유치원 수준에서 성인까지 다양한 발달 단계를 위해 설계된 프로그램을 제공하며 미국 성 정보 교육 위원회(Sexuality Information and Education Council of the United States, SIECUS)가 승인하는 "종합 성교육 지침" 을 따른다. 미국 연합 그리스도 교회(United Church of Christ)도 Our Whole Lives를 지원한다.

## 성교육 프로그램들의 문제
연구에 따르면 일부 성교육 과정은 LGBT 개인과 LGBT 섹슈얼리티를 잘못되고, 아프고 비정상적인 것으로 묘사하며 부정적인 관점에서 LGBT 문제를 제시한다. 미국 시민 자유 연맹 (American Civil Liberties Union)에 따르면, 성교육에 대한 "오직 금욕" 접근 방식은 LGBT 학생들에게도 소외될 수 있다. 이러한 프로그램은 결혼이 모든 학생들의 가능성이자 욕구라고 가정하기 때문이다. 그러나 동성 결혼은 많은 나라에서 불법이다. 게다가, LGBT 학생들의 목표로 결혼을 장려하는 것은 동성애 기준을 만들어 결혼에 대한 접근권이나 관심이 없는 사람들을 소외시킨다. 2004년 Ellis and High의 설문 조사 (학생 384명 포함)에 따르면 LGBT 성교육을 받은 청소년의 59%가 효과가 없다고 밝혔다.

### 교사들
일부 연구에서 교사는 LGBT 성교육의 장애물로 확인되었다. 교사는 항상 동성애에 대한 자신의 의견을 가지고 있고 이런 연구들에 따르면, 만약 교사가 LGBT 개인에 대해 부정적인 견해를 가지고 있다면 이는 그들의 가르침을 통해 나타날 수 있으며 이는 LGBT 학생들에게 받아 들여지지 않고 안전하지 않다고 느끼게 한다. Ellis and High (2004)에 따르면, LGBT 학생들이 부정적인 저조로 LGBT 성에 대한 정보를 받으면 동성애가 교과 과정에서 제외 된 경우보다 훨씬 더 좋지 않고 안전하지 않다고 느끼게 된다. 연구자들은 교실에서 실제로 편견이 있는 수업을 하는 자칭 "LGBT 친화적" 교사를 여러명 기록했다. 이러한 교사들은 반에서 LGBT 청소년을 대상으로 한 동성애 혐오성 괴롭힘 사례를 무시할 가능성이 높다. Formby (2011)에 따르면 동성애를 미묘하게 부정적으로 표현하는 문구조차 LGBT 학생들의 성교육 경험에 해로운 영향을 미칠 수 있다.
이성애와 동성애 건강 정보를 똑같이 강조하는 성교육을 가르치는 교사들과 관련된 문제들도 있다. Deana Morrow의 연구(1993)는 일부 교사가 LGBT 문제를 논의하면 해고 될까봐 두려워한다고 보고했다. 이러한 두려움은 역사적으로 미국에서 동성애와 성추행의 잘못된 연결과 관련이 있다; 이런 아마도 자연스런 관련은 여러 번 밝혀져왔다. 그럼에도 불구하고 이성애자와 LGBT 교사 모두 성에 관한 토론, 특히 LGBT와 관련된 토론에 참여할 때 여전히 성추행 혐의를 경험한다. 또 교사들은 학교 환경이 동성애에 호의적이지 않기 때문에 방해 받을 수도 있다; Burston과 Hart의 2001년 연구에서 일부는 학교가 LGBT 성교육을 가르치는 것을 허용하지 않을 것이라는 인상을 받았다고 말했다.
Buston and Hart (2001)에 따르면 학생들은 현재 성교육 과정에서 LGBT 문제를 받아들이지 않을 수 있으며 종종 동성애에 대해 이야기하는 것을 주저한다.

### 집에서의 교육
성교육 학교에서의 건강 교육에 존재하는데, 많은 부모들은 그들의 자녀가 성에 대해 그곳에서 학습하기를 원한다. 연구들에서는 대부분의 가족들이 집에서는 성에 관한 대화를 하지 않는다는 것을 보여주며, 성에 대한 대화를 할 때에는 주로 이성애 중심적인 관점에서 대화를 하는 것으로 나타났다. 이성애자라는 가정은 LGBT 사람들이 수치스럽거나 가족들로부터 지원이 부족하다고 느끼게끔 한다. LGBT 사람들이 느끼는 집에서의 대화와 지식의 부족은 그들이 정보를 잘못되거나 호도하는 외부로부터 정보를 얻게 한다. 동일한 연구는 많은 부모들이 동일한 성 혹은 LGBT 주제에 대하여 확실한 지식이 없거나, 그들의 자녀에게 알려줄 자원에 대하여 알지 못한다고 밝혔다.

## 제안된 LGBT 성교육 프로그램
LGBT 성교육 지지자들은 학교들에서 진행되는 현재의 성교육 실행에 조정이 필요하다고 제안했다. 연구자들이 밝힌 발전을 위한 하나의 공통적인 지점은 일반적으로 성교육이 접근되는 시각이다. Buston와 Hart (2001), Ellis와 High (2004), 그리고 다른 연구자들은 교사들이 성교육을 단순한 재생산이라기보다는 관계의 관점으로 접근하는데, 이는 LGBT 학생들을 배제하는 것으로 이어질 수 있다고 말한다. Ellis와 High는 성적 지향이 “문화와 정체성의 측면“에서 보다 적절히 가르쳐질 수 있다고 언급했다 (Ellis and High 2004, pg. 11). Morrow (1993)와 같은 다른 연구자들은 성교육이 효과적이기 위해서는 LGB가 이성애와 같이 자연스러운 것으로 제시되어야 한다고 믿는다. 그에 맞추어 LGBT 성교육의 옹호자들은 LGBT 성 건강 문제가 교육과정에 동일한 비중을 차지해야 한다고 요구한다. 그들은 LGBT 성 건강 문제와 관련된 더 많은 자원들이 학생들에게 제공되어야 한다고 말한다. UCLA의 여성 정책학 업무 11에 관한 센터(UCLA's Center for the Study of Women's Policy Brief 11 (2012))에 따르면, LGBT 학생들은 그들 자신이 지도를 원하지 않을 수 있다고 한다.
연구자들은 교사들이 성교육 프로그램에 있어서 동성애가 성적으로 전염되는 질병들과 근본적으로 연결되는 것을 피하고, 파트너를 특히 "그" 혹은 “그녀”(더 융통성 있는 “그들”이라고 지칭하는 것이 더 좋다)라고 지칭하는 것과 같이 LGBT 학생들에게 해로울 가능성이 있는 행위를 삼가는 것을 추천했다. Gowen과 Winges-Yanez (2014)는 그들의 관심집단들인 LGBT 10대를 통하여 성 교육 방식에 다양한 문제가 있다는 것을 제안했다. 그 10대들은 조용히 시키는 것, 이성애 중심주의 그리고 LGBT 개인들을 질병처럼 여기는 것을 흔한 문제로 지적하였다. 그들에게 성교육을 어떻게 발전시켜야 할지에 대하여 질문을 하였을 때, 그 집단은 포괄적인 성교육이 LGBT 관련 문제들, 자원들에 접근하는 방법, 성적으로 전달되는 감염이나 성적으로 전달되는 질병의 예방, 관계에 대한 문제들, 그리고 해부학을 포함해야 할 것이라고 대답하였다. LGBT 권리에 대한 옹호자들은 또한 교사들이 동성애에 대한 토론에 있어서 한 쪽을 택해야 한다는 태도를 버려야 한다고 말한다.
온라인 성적 교육 강좌와 같은 LGBT 사람들에 대한 대안적인 성교육 프로그램들 역시 존재한다. 온라인으로 상호작용하는 LGBT 사람들을 위한 성교육 프로그램의 효과를 평가하는 연구에 따르면, 모든 세부 항목들은 통계적으로 지식의 유의미한 발전을 기록했다. 안전한 섹스 활동, 건강한 관계, 기쁨과 성적으로 전염되는 감염은 주제들의 일부이다. 이러한 종류의 프로그램은, 이 과정을 수강하는 사람들끼리 온라인으로 질문을 하고 서로 상호작용하는 온라인 공동체 역시 형성하였다. 이 프로그램의 이런 사회적인 측면은 또한 정상과 수용에 대한 감각을 만들어냈다. 온라인 프로그램들은 학교에서 교육받을 수 없는 이들을 위한 교육의 방법을 제공할 수 있을 것이다. 인터넷의 다양한 온라인 LGBT 사이트들 또한 교육적인 전단이나 정보를 제공한다.
LGBT 관계들을 포함하는 소설들은 LGBT 포괄적인 성교육 과정 혹은 청소년이나 10대들이 LGBT 관계와 문제들에 대해 다른 방식으로 배우는 데에 유용하게 사용될 수 있다. LGBT 관계들을 포함하는 소설들은 LGBT 청소년에 대한 더 수용적이고 포용적인 분위기를 형성할 가능성이 있기 때문에 동성애 관계들을 정상화하는 데 도움을 줄 수 있다. 이는 또한 이야기의 형태로 그를 강화하여 습득한 정보를 보충할 수도 있다. 많은 LGBT 청소년들, 특히 학교에서 성교육을 받지 않은 이들은 LGBT 관계들을 정보의 원천으로 어린 성인 소설들을 활용한다. 성적으로 노골적인 어린 성인 소설들은 LGBT 청소년이 그들 자신의 성적 정체성을 탐구하는데 연관지을 수 있는 성교, 성행위와 성적 정체성의 세부적인 내용을 제공할 수 있다.
LGBT 청소년에 대한 연구에서 그들이 현재 교육과정에서 무엇을 배우는지와 그들이 새로운 교육과정에서 무엇을 배우고 싶은지 질문했다. 몇몇의 답변들은 다른 성별의 정체성, 성적 지향성과 민족성을 나타내는 다양한 사람들에 대한 묘사를 포함하며, LGBT 사람들의 관계들과 관련된 초보적인 정보와 LGBT 위험, 문제, 태도와 관련된 특별한 부분을 포함하는 더욱 포괄적인 교육과정을 원한다고 답변했다. 그들은 또한 확장된 교육과 지원을 위한 공동체를 형성하는 방법으로 인터넷 정보의 사용과 자원에 대해 언급하기도 하였다.

## LGBT 성교육에 대한 찬성 의견
LGBT 성교육을 학교 교육과정에 포함하는 것을 지지하는 이들은 공통적으로 몇 가지의 논거를 제시한다. 허핑턴포스트에 의하면, 일부의 지지자들은 성교육 프로그램에서 LGBT 문제들을 포함하는데 실패한 것은 LGBT로 정체화한 꽤 많은 수의 학생들을 간과하는 것이라고 주장한다; 미국진보센터(Center for American Progress (CAP))는 이것이 그들에게 적용되지 않기 때문에, 그 학생들이 본인들을 하찮은 존재가 된 것 같이 느끼게 할 수 있고 수업으로부터 내보낼 수도 있다고 말한다. LGBT 성교육 지지자들은 또한 LGBT 안전 섹스 지침을 교육과정에서 내보내는 것이 LGBT 학생들의 건강 문제를 증가시킬 가능성을 높인다고 주장한다. 지지자들은 LGBT 사람들이 HIV/AIDS의 위험에 특별히 노출되어 있기 때문에, 성적 건강 정보를 그들에게 제공하는 것이 특히 중요하다고 말한다. 연구자 Eleanor Formby (2011)에 따르면, 레즈비언 여성들은 성적으로 전염되는 질병들에 대한 고위험군인데, 그 이유는 그들이 성적으로 전염되는 질병에 취약하다는 사실에 대해 알지 못하거나 안전한 섹스를 하는 방법에 대하여 잘 알지 못하기 때문이다. 따라서, 그들이 레즈비언 성 교육을 받는 것은 중요하다. LGBT 성교육 지지자들은 LGBT 학생들이 학교에서 그들을 포함하는 성 교육에 대해 교육받지 않았기 때문에 그들이 섹스에 있어서 준비되지 않았고, 섹스에 대해 터놓고 이야기하는 것이 불가능하며, 그들 스스로 섹스에 대해 알아가야 할 수밖에 없는데, 이는 건강에 있어서 부정적인 결과를 나타낼 수 있다고 제안한다. Sanchez (2012)는 LGBT 학생들이 그들 자신에게 좋은 정보를 줄 수도 있는 자원들을 찾지 않을 가능성이 높기 때문에 학교에서의 LGBT 성 교육이 추가적으로 필요하다고 주장한다. LGBT 청소년들은 더 위험한 행동에 참여할 가능성이 더 큰데, 이는 자살 시도나 약물사용, 고위험의 성적 행위를 더 높은 비율로 하는 것 등을 의미한다. LGBT 청소년 사이에서의 이러한 고위험의 행위들 중 다수가 우울, 감정적 괴로움, 비LGBT 사람들로부터의 부당한 괴롭힘 경험들과 관련이 있기 때문에, 학교들에서의 LGBT에 민감한 성 교육과 HIV 교육은 LGBT 사람들을 정상화하고 LGBT 청소년에게 지원 서비스를 제공하는 것으로 이러한 고위험 행위를 완화시킬 수도 있을 것이다.

LGBT 성 교육 지지자들은 LGBT 주제들을 교육과정에 포함시키는 것이 성 정체성의 범위를 익숙하게 하고 해로운 고정관념을 감소시켜 학교에서의 왕따 사건들을 감소시킬 수 있다고도 주장하였다. 미국진보센터(The Center for American Progress)는 LGBT 성교육이 동성애 혐오 발언을 감소시킬 수 있다고 주장한다. 허핑턴포스트에 의하면, 지지자들은 어린 사람들에게 LGBT 개인들에 대하여 교육하는 것은 그들의 동성애자인 또래들에 대한 더 긍정적인 태도를 갖게 한다고 말한다. 미국진보센터(2013)는 LGBT 성교육이 LGBT 학생들이 부정적인 태도로 인해 흔히 겪게 되는 문제들을 감소시킬 것이라고 말한다. 이러한 문제들이란 우울증, 자살 위험, 약물 남용, 자존감 문제, 차별로 인한 스트레스로부터 발생하는 더 안 좋아진 학업 성취 등과 같은 정신 건강 문제들을 포함한다. 그들은 동성애를 성 교육 프로그램에서 다루는 것이 학교에서 학생들이 더 안전하게 느끼게 한다고 주장한다.

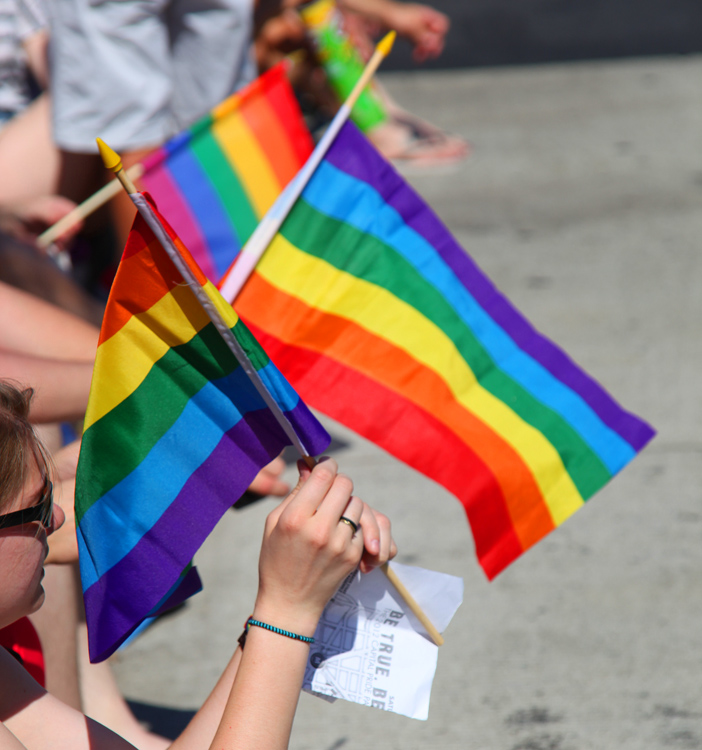
Parade attendees wave rainbow flags at the 2012 Washington, D.C. Capital Pride parade

많은 연구들은 이성애 중심적이고 LGBT 사람들에 대한 부정적인 태도는 낮은 학업 성취도와 관련되어 있다고 밝혔다. 학교에서 이성애 중심적이고 포괄적이지 않은 문화는 동기부여를 하기 어렵고, 건강과 LGBTQ+라고 자신을 정체화하는 학생들의 학습 태도에도 부정적인 영향을 미친다. Andreas Gegenfurtner와 Markus Gebhardt는 사람들이 더 교육을 받았을수록 그리고 덜 종교적일수록 성소수자들에 대한 관용과 허용이 더욱 긍정적이라고 보고한 연구를 공유하였다. 그들의 연구에서 LGBTQ+ 학생들의 학업적인 성취와 포괄적인 학교 환경에 대한 양의 상관관계가 나타나는 유사한 결과가 보여진다.
York 대학교의 교육학과 부교수인 Jen Gilbert에 의하면, LGBT 어린이들은 그들이 성과 관련된 조언을 얻을 수 있는 동성애자인 부모가 없거나 LGBT 성인들과 접할 방법이 없다. LGBT 성교육은 LGBT 학생들에게 자신이 특별히 필요로 하는 것들에 대하여 잘 알고 학생들이 다른 방식으로는 집이나 학교로부터 얻을 수 없었을 정보를 단언해줄 수 있는 어른들을 제공해주어 이러한 간극을 좁힐 수 있을 것이다.
마지막으로, LGBT 성교육의 지지자들은 성적 취향에 관한 모든 면을 탐구하는 교육과정은 이성애자인 학생들에게도 도움이 될 것이라고 말한다. 왜냐하면 그들이 세상과 인간의 성적 취향에 대해 더욱 정확하게 파악할 수 있기 때문이다. 유타주의 동성애자/이성애자 연합(Gay/Straight Alliances)에 대한 연구는 성적 취향과 성적 정체성의 스펙트럼에 대한 동료들이 구성한 토론은 이성애자와 LGBT 학생들 모두에게 좋은 영향이 있었다는 것을 발견했다. 그것은 미디어(성교육도 마찬가지)에서 지배적인 이성애 중심적인 이미지들의 바깥에 있는 관계의 실제적인 모습을 드러내 알렸고, 연관된 모든 학생들의 학업 성취에 긍정적인 영향을 끼치기까지 했다. 지지자들은 LGBT-포괄적인 성 교육을 제공하는 것은 수업에 있을 수도 있는 미심쩍어 하는 학생들에게 주요 도움이 될 수도 있다고 주장한다.
미국진보센터(2013)에 의하면, 대부분의 부모들은 동성애를 성교육 과정에 포함시키는 것을 지지한다. 미국진보센터는 73%의 고등학교 학부모들이 LGBT 문제들을 교육해야 한다고 믿는다고 밝혔다. 미국진보센터는 이러한 높은 지지의 퍼센트로 보아 LGBT 주제들이 포함되어야 한다고 주장한다.

## LGBT 성교육에 대한 반대 의견
LGBT 성교육에 대한 반대자들은 동성애 문제가 너무 논쟁적이기 때문에 학생들에게 교육을 하는 것이 잘못됐다고 주장한다. 그들은 부모들이 그들의 자녀들이 무엇에 노출되고 교육되는지에 대해 통제할 수 있어야 한다고 말하며, LGBT 성교육을 공교육에서 다루는 것은 이러한 권리를 약화시켜서 학생들에게 정치적으로 특정한 시각을 갖게 한다고 말한다. 그에 더해 포괄적인 성교육 프로그램의 많은 반대자들은 부모들이 자녀들이 학교에서 무엇을 배우는지에 대한 통제권을 잃도록 강요받는다고 주장한다. 이러한 믿음은 종교적으로 연계된 집안이나 LGBT 권리를 정치적으로 간주하는 집안들에서 특히 흔하다. The Christian Post에 의하면, 일부의 부모들은 그들의 자녀들이 동성애에 대하여 학습하는 것을 원치 않는다. 비판가들은 주로 시민들의 세금이 잘못 쓰인다는 것을 인용하며, 학생들이 부모가 동의하는 것과 다른 생활습관에 대해 배우는 것을 위해 시민들이 세금을 낼 필요가 없다고 주장한다. 이러한 가족들의 부모들과 후견인들은 레즈비언, 게이, 양성애자, 그리고 트랜스젠더의 활동들이 부도덕적이고 비정상적이며 자연스럽지 않다고 주장한다.
Formby (2011)에 의하면, 반대자들은 또한 LGBT 성교육으로 인해 학생들이 해로운 정보들에 접근할 수 있기 때문에 학생들에게 해롭다고 주장했다.  그들은 학생들이 LGBT 문제들에 대해 그들이 더 나이가 많아질 때까지 배우지 말아야 한다고 주장한다. LGBT 성교육의 몇몇 반대자들은 성교육 프로그램에서 LGBT 문제들에 대해 다루는 것이 젊은 사람들이 동성애를 행하도록 한다고도 주장한다. LGBT 성교육은 특정 가족들의 종교적인 믿음에 대하여 존중하지 않는다고 비난을 받았다. The Christian Post는 LGBT 사람들에 대하여 교육하도록 학교에서 선택한다면, 교육과정은 불공평하여 균형잡히지 않을 것이라고 주장했다.
동성애 혐오적인 학생들이 동성애를 받아들이는 것이 어려워 이러한 지도를 수용하지 못하기 때문에 LGBT 성교육이 효과적이지 않을 것이라는 우려 역시 존재한다.

### 미국에서의 반대
"개인의 성적취향(섹슈얼리티)를 조장"하는 행위를 금지한느 법률이 있다.("반 동성애 광고법"이라고 칭함). 5개주(앨라배마, 루이지애나, 미시시피, 오클라호마, 텍사스)에서는 성교육이 제공될 때 모든 LGBT정체성에 대해 특별히 부정적인 메세지지를 전달해야 한다. 7개 주(앞서 언급된 5개주에 애리조나, 사우스 캐롤라이나를 포함)는 LGBT와 관련이 있다고 간주되는 주제에 대한 토론을 금지한다. 2017년 Guttmacher Institute에 따르면, "애리조나주에서 HIV교육을 실시 할 경우, 동성애 생활방식을 장려하거나 동성애를 긍정적으로 묘사 할 수 없다. 오클라호마주의 의무적인 HIV교육은 다른 행동들 중에서 동성애 활동이 AIDS바이러스에 노출되는 원인으로 여겨진다고 가르친다."  유타에서는 "반 도성애 광고법"이 있었지만 후에 폐지되었다.

## 법과 법적 투쟁

### 28조
28조는 영국에서 논란이 많았던 법으로 학교들이 동성애를 성적 지향이나 성적 관계의 근거로 제시하는 것을 금지하였다(법정에서는 결코 사용되지는 않았음). 1988년에 제정되었고 2003년이 되어서야 영국 전역에서 폐지되었다. 28조를 비판하는 사람들은, 이 법이 동성애 혐오성 괴롭힘 사건에 교사들이 개입하는 것을 허용치 않았고, 영국에서 동성애자 권리 발전을 심각하게 방해했다고 말한다. Morane(2001)에 따르면, 이 법의 지지자들은 이 법이 동성애 선전으로 인한 피해로부터 학생들을 보호한다고 주장했다. 최근 LGBT옹호자들은 28조와 유사한 정책이 영국 학교에 다시 등장하고 있다는 우려를 제기하고 있다. 웨일즈는 2022년까지 새로운 교육 커리큘럼 RSE(관계 및 성교육)을 도입하여 이 조항의 중요성에 이의를 제기하고자 했다. 이 새로운 교육과정의 목표는 관계와 성에 대해 더 많은 이해를 포함하도록 전통적인 성교육을 확장하는 것이다. 또한 성정체성과 같은 LGBTQI 주제를 포함하고 동의와 성폭력에 대한 문제들을 제기할 것이다. 새로운 교과과정은 초중고교에서 필요로 하며, 각 학교에서는 다른 커리큘럼을 포함하지만, 종교학교에서는 필요로 하지 않는다.

### 크로아티아 교과서
2009년 유럽 사회권익 위원회에는 크로아티아 의무 생물학 교과서에서 다음과 같은 문구를 발견했다. "많은 이들이 동성과의 성관계를 갖는 경향이 있다....부모의 잘못으로 자녀들이 올바른 성적 발달과 가족관계의 부조리를 가져온다. 최근 동성애 관계가 성병(AIDS)확산의 주범임이 명백해졌으며 성 파트너를 자주 바꾸는 난잡한 집단들 사이에서 동성애가 확산되고 있다. 그런 사람들은 수 많은 성 파트너, 마약 중독자, 매춘부와의 성교를 하는 동성애자이다." 유럽 사회 권리 위원회는 이러한 진술이 차별적이며 유럽사회 헌장에 따른 크로아티아의 의무를 위반한다고 간주한다.

## 소수집단사이에서

### CDC 소견
2018년 CDC 연구에 따르면, 남성과 성관계를 갖는 히스패닉계 흑인 및 청년 성인 남성은 성병 교육, 예방 및 치료를 받지 못하게 되는 낙인과 차별, 언어장벽에 부딛히게 된다고 한다. 결과적으로 그들은 HIV감염율이 높고, 기타 건강 문제에 취약하다. 2017년 새롭게 진단된 HIV중 43%가 아프리카계 미국인이 차지하게 되었다. 또한 히스패닉/라틴계도 새롭게 진단된 HIV의 26%를 차지하는등, 심각한 영향을 받았다. 2017년에 남성 동성애자와 남성 양성애자는 미국과 6개 약물 중독 지역에서 전체 HIV진단의 66%를 차지하였다.

### 구조적인 장벽
한 사례 연구에서, 재정적인 어려움과 사회적 지지와 결부된 동성애차별, 인종차별은 유색인종 동성애 남성들 사이에서 더 높은 HIV에 대한 노출과 관련이 있다고 증명했다. 미국에서는 남성과 성관계를 갖는 히스패닉 남성(MSM)이 HIV에 불균형인 발병 영향을 받고있다. 또 다른 연구는 다변수 분석에서 나이, 저소득층, 그리고 퀴어 정체성의 증가를 보여주었다. 또한, HIV, MSM 환자와 트랜스젠더 여성은 양질의 의료, 예방, 성교육에 접근할 수 없다는 낙인으로 인해 "가장 도움이 필요한 사람"으로 여겨진다. 조지 워싱턴 대학의 매튜 레비에 따르면, 많은 시스템적 요인들(불충분한 건강관리, 사회적 오명과 차별, 수감, 가난)이 남성과 성관계를 가지는 흑인과 라틴계 남성들 사이에서 HIV의 불균형적인 유병률을 가져왔다고 한다. 남성과 성관계를 갖는 유색인종 남성은 문화적으로 만족할만한 서비스에 대한 부적절한 접근, 서비스에 대한 접근을 방해하는 낙인 및 차별, 교도소 내 서비스 부족, 지역 사회에서 제한된 서비스를 경험한다.

## 같이 보기
- 청소년의 성
- 나라별 법률에 따른 성소수자의 권리
- 성혁명
- 사회보수주의